# Bernex (Francja)
Bernex – miejscowość i gmina we Francji, w regionie Owernia-Rodan-Alpy, w departamencie Górna Sabaudia.
Według danych na rok 1990 gminę zamieszkiwało 737 osób, a gęstość zaludnienia wynosiła 33 osoby/km² (wśród 2880 gmin regionu Rodan-Alpy Bernex plasuje się na 953. miejscu pod względem liczby ludności, natomiast pod względem powierzchni na miejscu 414.).

## Galeria

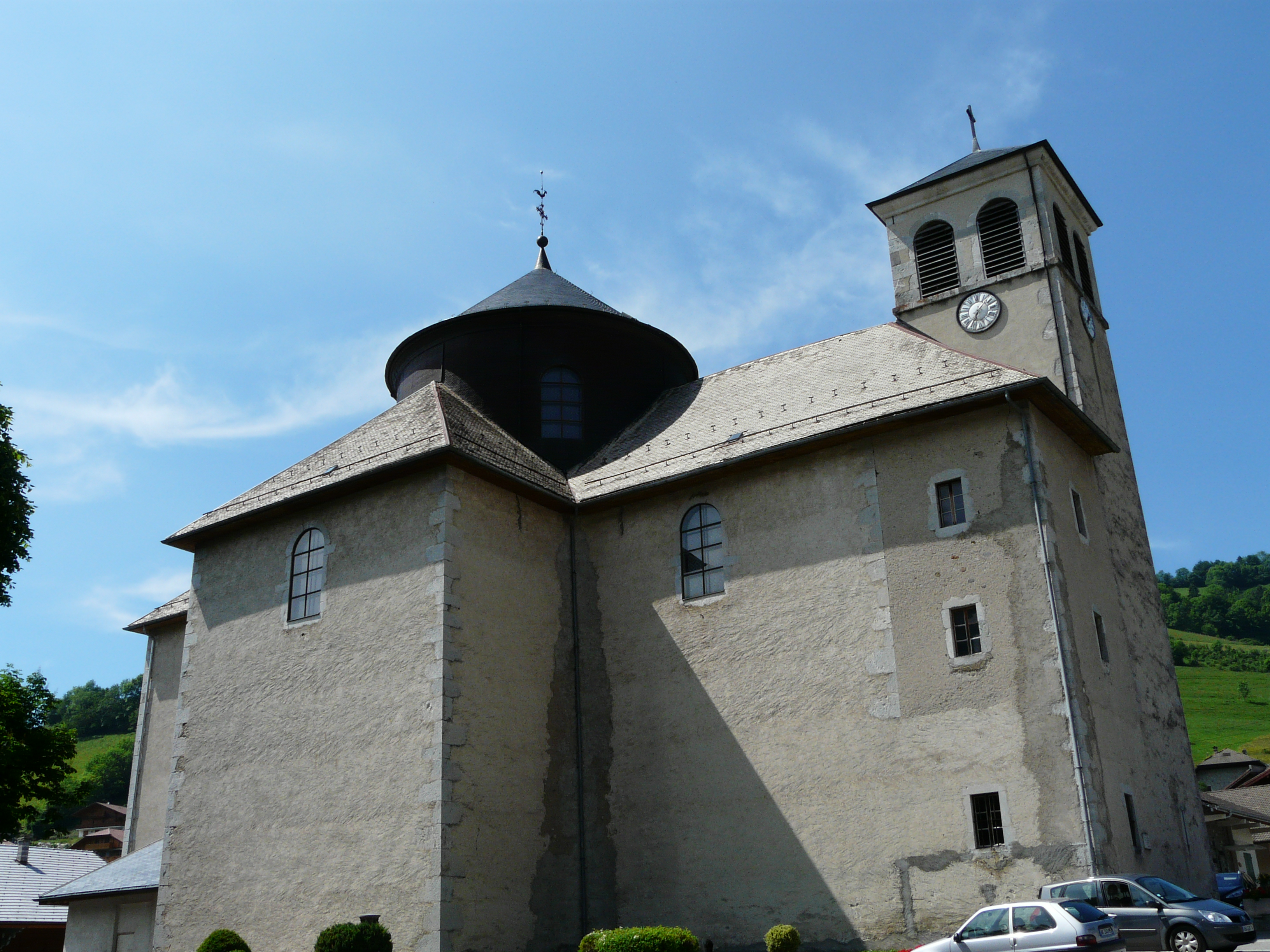
Kościół w Bernex, 2010
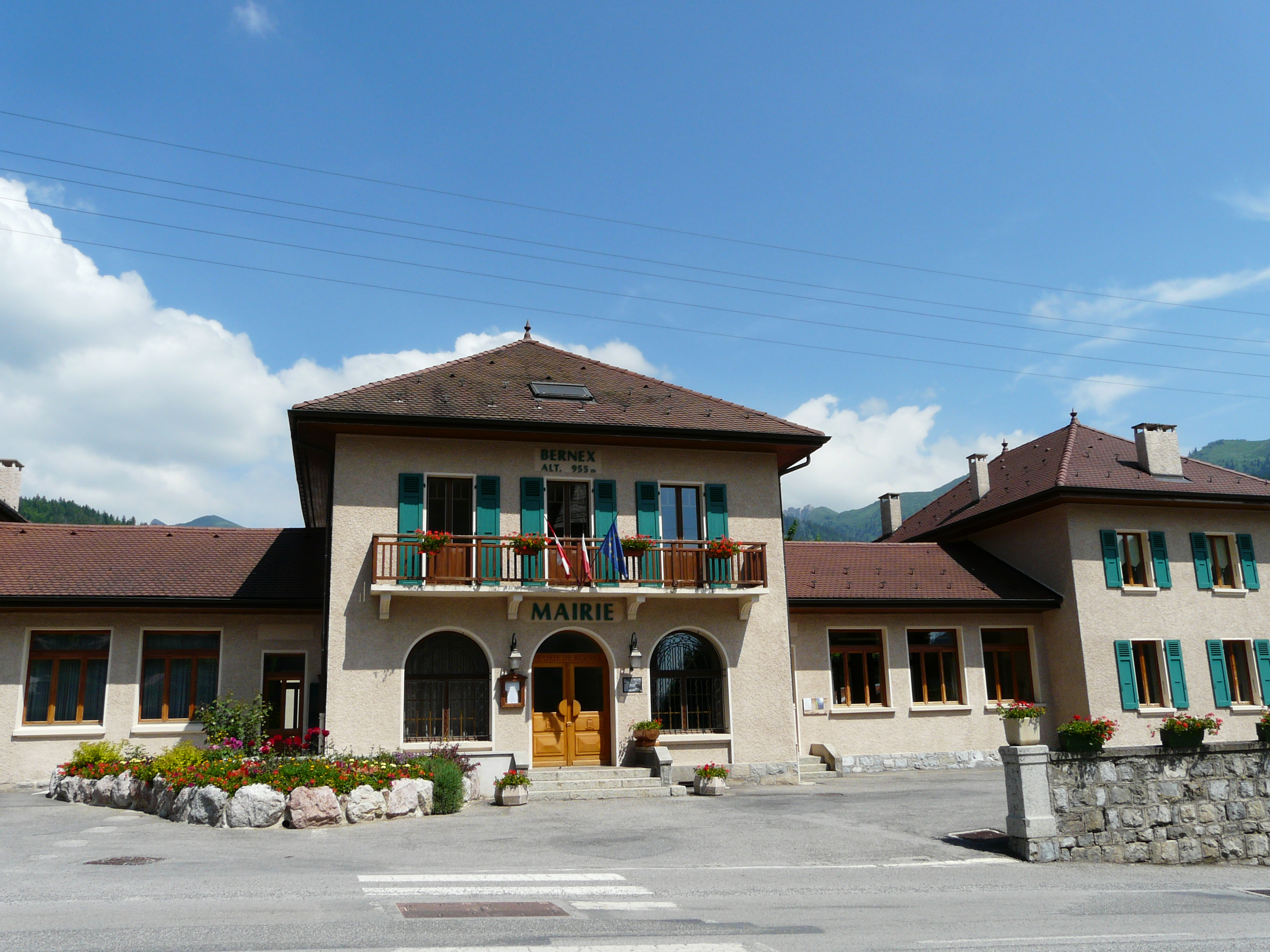
Ratusz w Bernex, 2010